# アントニオ・カンポス
アントニオ・カンポス（Antonio Campos、1983年8月24日 - ）は、映画『放課後』（2008年）、『サイモン・キラー』（2012年）、『クリスティーン』（2016年）、『悪魔はいつもそこに』（2020年）などで知られるアメリカの映画製作者である。